# Coefficiente di assorbimento
Il coefficiente di assorbimento è una proprietà di un materiale che definisce il limite al quale assorbe energia, per esempio un'onda sonora o una radiazione elettromagnetica.
Wallace Clement Sabine fu un pioniere di questo concetto nell'acustica, e definì l'unità di misura detta Sabin. Un Sabin è definito come la frazione di potere acustico assorbito da un metro quadrato da una finestra aperta.
In unità SI, il coefficiente di assorbimento è misurato come l'inverso dei metri, ed è rappresentato con la lettera greca mu.
In chimica e nelle scienze biologiche, il coefficiente di assorbimento è una misura della solubilità di un gas in un liquido, misurato come il volume del gas (preso in condizioni standard) che satura un'unità di volume del liquido.

## In fisica delle particelle
In fisica delle particelle ci si riferisce al coefficiente di assorbimento {\displaystyle \Sigma } nelle esperienze di diffusione su bersagli, ossia negli esperimenti in cui fasci di particelle (inclusi fotoni) vengono fatti incidere su bersagli fissi. Tale coefficiente è definito da:
{\displaystyle \Sigma _{a}=\sigma _{a}\cdot n_{b}}
dove {\displaystyle \sigma _{a}} è la sezione d'urto d'assorbimento e {\displaystyle n_{b}} è la densità di particelle del bersaglio.
La probabilità {\displaystyle P_{a}} che una particella del fascio ha di interagire nell'attraversare un tratto {\displaystyle dx} del bersaglio è:
{\displaystyle P_{a}=\Sigma _{a}\cdot dx}
La variazione del flusso {\displaystyle \Phi } incidente (nell'ipotesi che le particelle appartenenti al fascio siano distribuite uniformemente sulla sezione incidente S) è legato a sua volta proprio a {\displaystyle P_{a}}:
{\displaystyle d\Phi =-\Phi \cdot P_{a}=-\Phi \Sigma _{a}dx\rightarrow {\frac {d\Phi }{dx}}=-\Sigma _{a}\Phi }
la cui soluzione è:
{\displaystyle \Phi (x)=\Phi _{0}e^{-\Sigma _{a}x}=\Phi _{0}e^{-x/\lambda _{a}}}
{\displaystyle \lambda _{a}=1/\Sigma _{a}} corrisponde la lunghezza di attenuazione in condizioni di buona geometria.